# Neurolepis asymmetrica
Neurolepis asymmetrica là một loài cỏ thuộc họ Poaceae.
Loài này chỉ có ở Ecuador.